# Port-Cartier
Port-Cartier es una ciudad de la provincia de Quebec, Canadá. Está ubicada en el condado regional de Sept-Rivières y a su vez, en la región administrativa de Côte-Nord. Hace parte de las circunscripciones electorales de Duplessis a nivel provincial y de Manicouagan a nivel federal.

## Geografía
Port-Cartier se encuentra ubicada en las coordenadas 50°02′00″N 66°52′00″O / 50.03333, -66.86667. Según Statistics Canada, tiene una superficie total de 1101,31 km² y es una de las 1135 municipalidades en las que está dividido administrativamente el territorio de la provincia de Quebec.

## Demografía
Según el censo de 2011, había 6651 personas residiendo en esta ciudad con una densidad poblacional de 6 hab./km². Los datos del censo mostraron que de las 6758 personas censadas en 2006, en 2011 hubo una disminución poblacional de 107 habitantes (-1,6%). El número total de inmuebles particulares resultó de 3093 con una densidad de 2,81 inmuebles por km². El número total de viviendas particulares que se encontraban ocupadas por residentes habituales fue de 2879.